# Neptis frobenia
Neptis frobenia is een vlinder uit de onderfamilie Limenitidinae van de familie Nymphalidae. De wetenschappelijke naam van de soort is voor het eerst geldig gepubliceerd in 1798 door Johann Christian Fabricius.